# Țara Hangului
Revista Țara Hangului este o revistă culturală publicată de asociația culturală "Gavriil Galinescu" din comuna Hangu, județul Neamț.
Revista îl are ca președinte onorific pe Teoctist Galinescu și se ocupă cu popularizarea tradițiilor etnografice din zona Țării Hangului, o zonă ce cuprinde comunele Hangu, Poiana Teiului, Grințieș și Ceahlău. Revista apare lunar, dar apariția ei depinde și de sponsori. Redactorii revistei încearcă să atragă cititorii prin articole despre oamenii acestor locuri, despre evenimente care au marcat viața acestei zone, dar și prin articole care răspund la nevoia de informație din domeniul sănătății sau cel administrativ. Revista se adresează locuitorilor acestei zone, dar și tuturor celor care vor să afle mai multe despre tradițiile acestor locuri sau despre oamenii care au trăit și au transformat acestă zonă.